# 오실로
오실로(Osilo, 사르데냐어: Ósile)는 이탈리아 사르데냐 지방의 사사리도에 있는 코무네로, 칼리아리 북쪽으로 약 170 킬로미터 (110 mi), 사사리 (사르데냐) 동쪽으로 약 10 킬로미터 (6 mi) 떨어진 곳에 위치한다. 앙글로나 전통 지역의 일부이다.
오실로 코무네에는 프라치오네 (하위 구역, 주로 마을과 촌락)인 산타비토리아와 산로렌초가 포함된다.
오실로는 다음 코무네와 접해 있다: 카르제게, 코드롱자노스, 무로스, 눌비, 플로아게, 사사리 (사르데냐), 센노리, 테르구.
경제는 주로 농업과 축산업에 기반을 두고 있으며, 특히 약 250개의 유제품 회사를 포함하는 양 사육이 활발하다. 오실로 페코리노 치즈의 생산 중심지이다. 볼거리로는 성과 여러 교회가 있다.

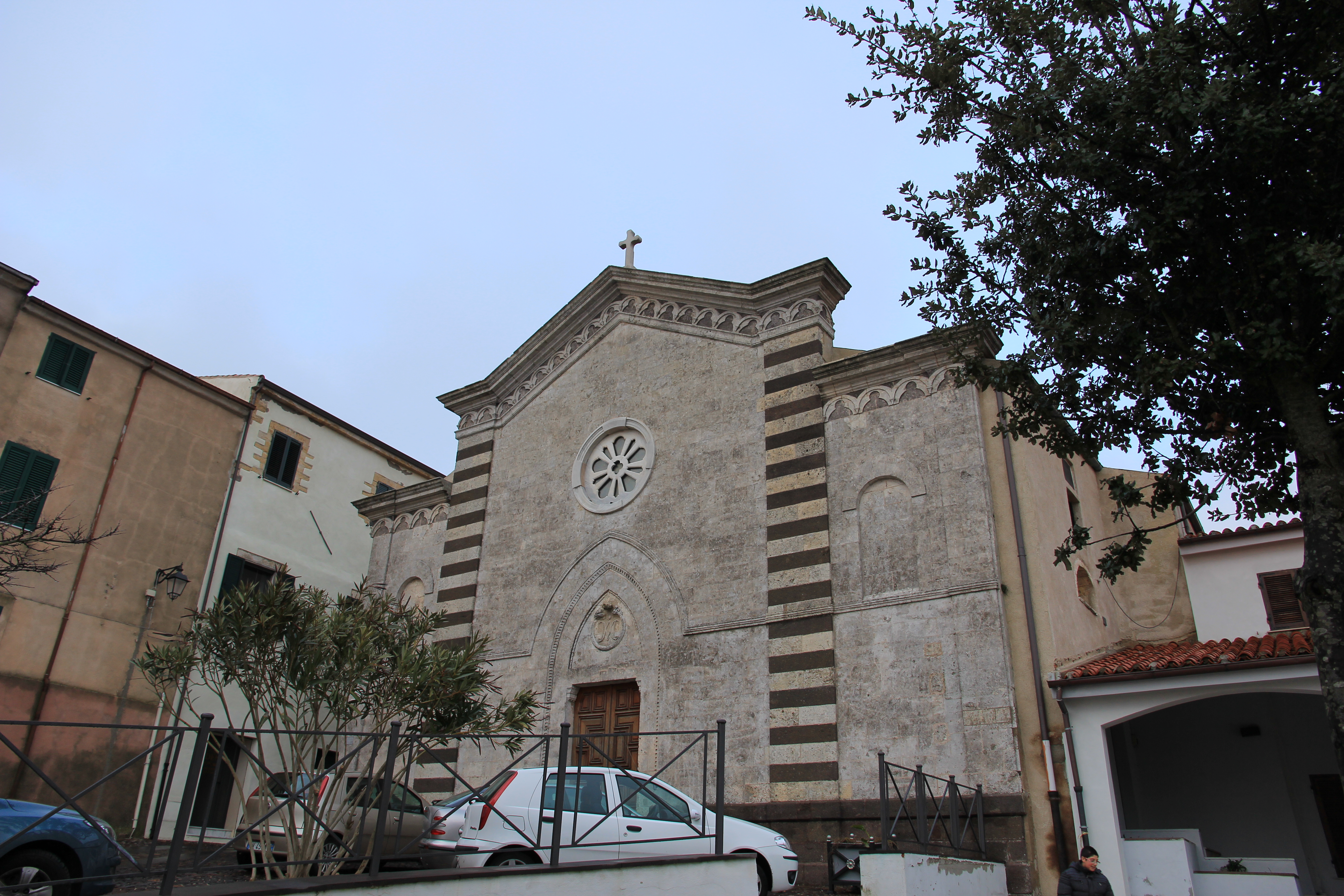
임마콜라타 콘체치오네 교회
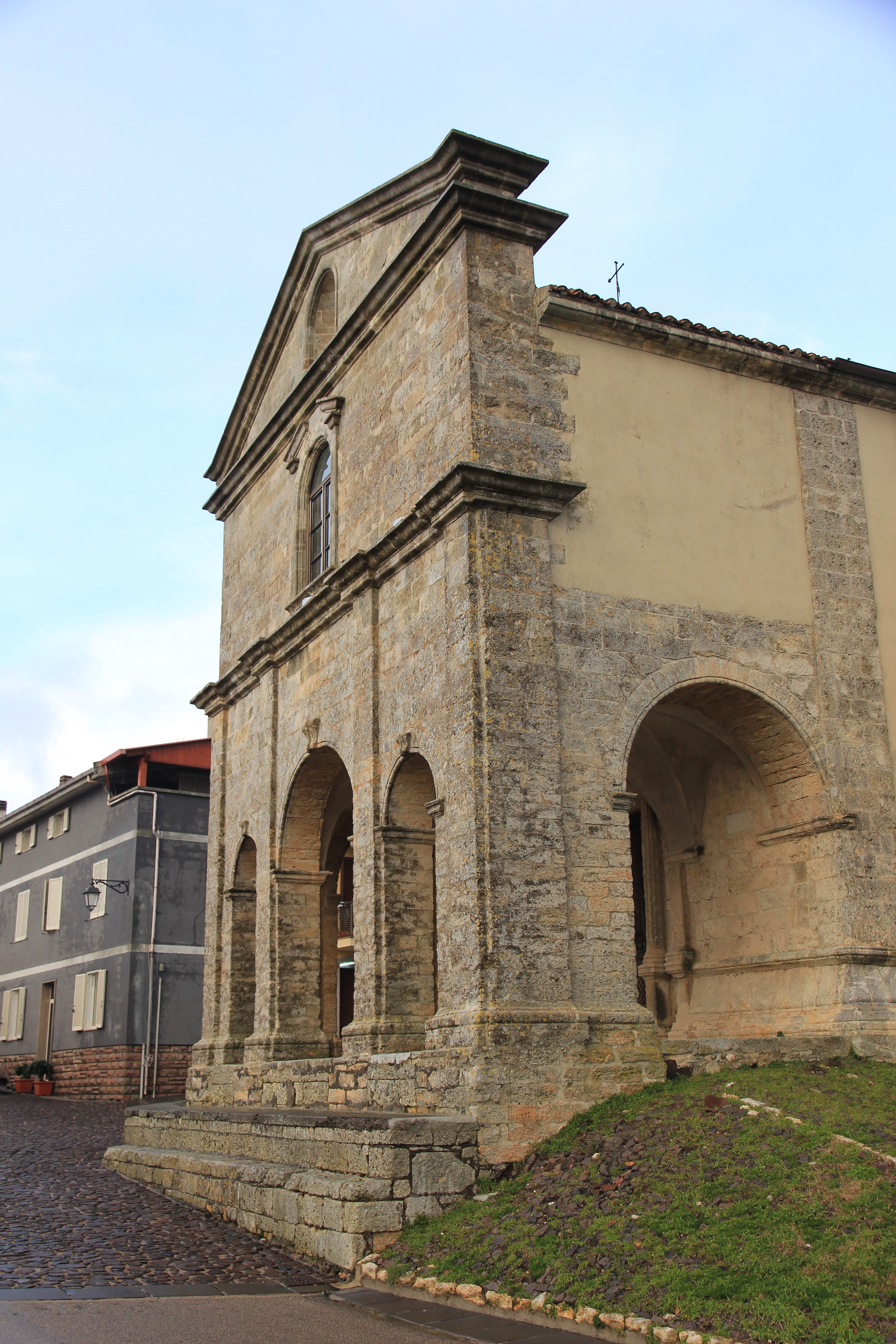
로사리오 교회
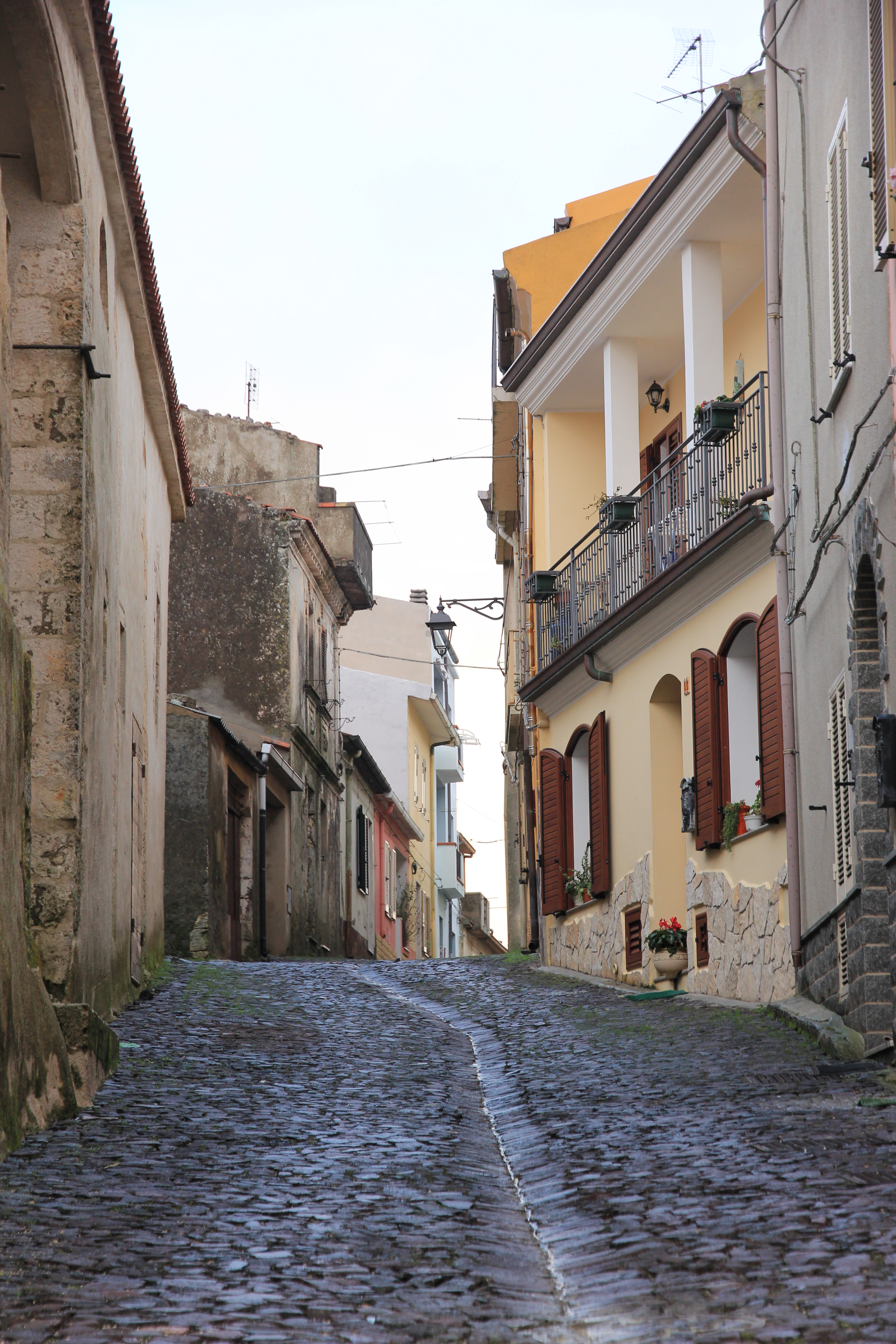
역사 중심지
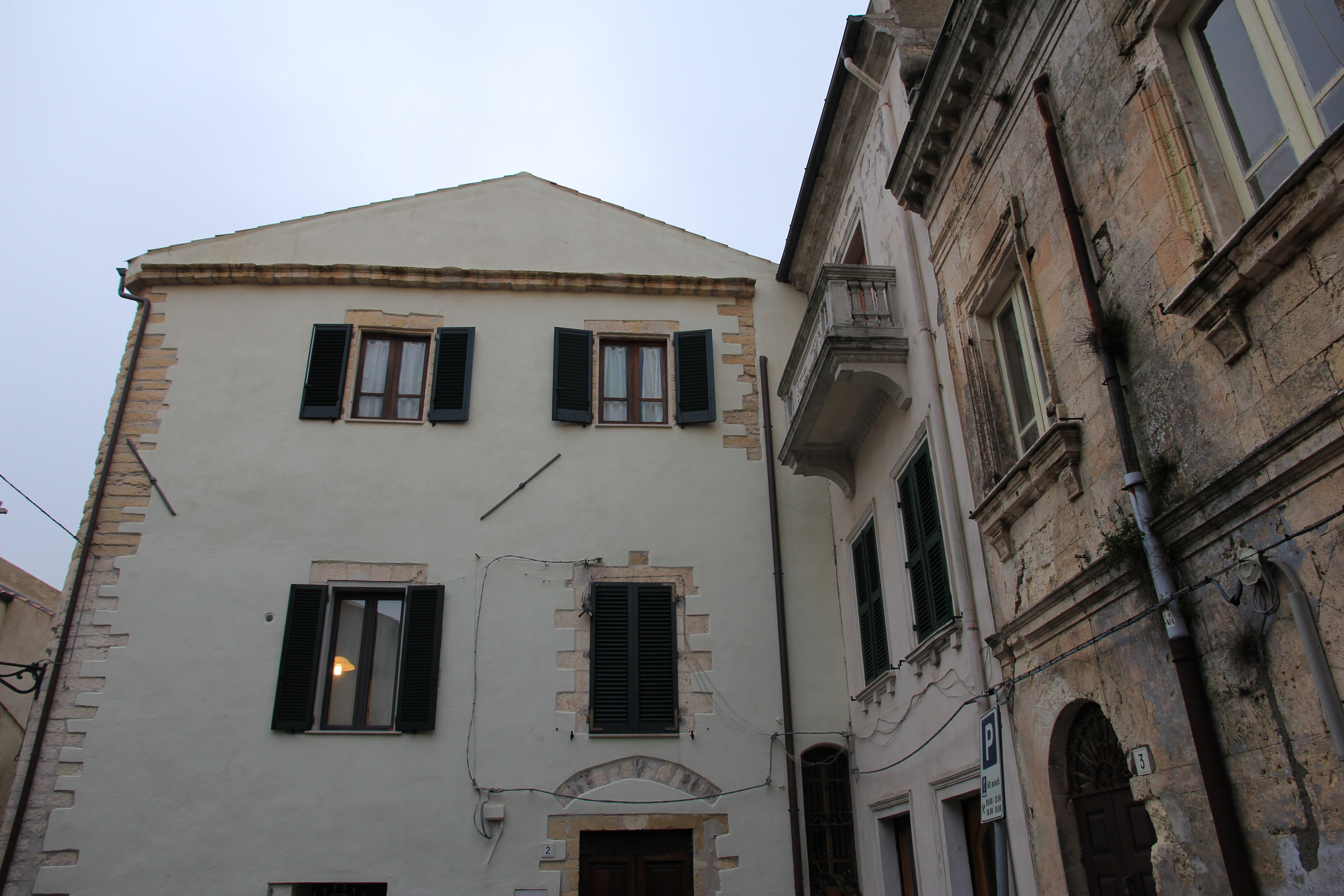
역사 중심지
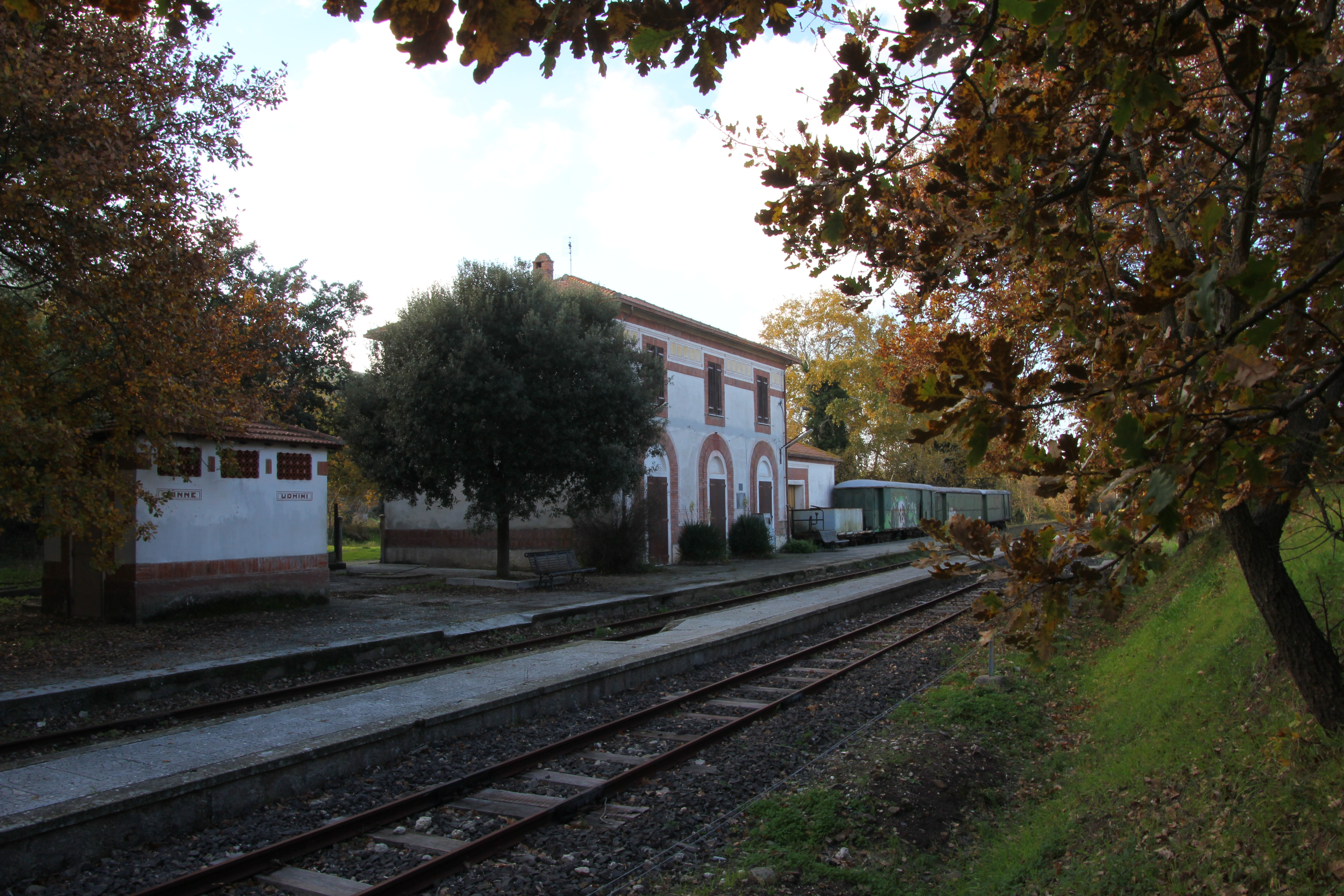
철도역